# Liselund Ny Slot
Liselund Ny Slot er en italiensk-inspireret herregårm der ligger i Liselund Slot park på Møn.

## Historie
I 1884 købte Fritz Rosenkrantz købte Liselund Slot af Gottlob Rosenkrantz og hans kone Elisabeth. I 1887 opførte han en ny trælænget herregård på toppen af en bakke i den vestlige ende af parken med udsigt over søen. Bygningen blev dekoreret med loftmalerier stuk og vægpaneler. Det blev brugt af Rosenkrantzfamilien frem til 1960'erne, hvor familien flyttede til Liselund Avlsgård, da det bygningen på dette tidspunkt blev betragtet som for gammel til beboelse. Det blev brugt som hostel i en periode, men blev herefter solgt til staten i 1980. Efter at have været ubeboet i mange år blev det købt af Krista og Steffen Steffensen i 1989 som omdannede det til hotel.

## External links
- Wikimedia Commons har flere filer relateret til Liselund Ny Slot
- Liselund Ny Slot website Arkiveret 4. juni 2014 hos  Wayback Machine
- Article Arkiveret 15. september 2018 hos  Wayback Machine i Børsen

55°00′01″N 12°31′18″Ø / 55.00016°N 12.52167°Ø